# Vierte Partei
Unter dem Schlagwort Vierte Partei wurden in der Bundesrepublik Deutschland in den 1970ern und frühen 1980ern Diskussionen um eine bundesweite Ausdehnung der CSU geführt. Der Begriff ist im Grunde falsch, weil die bayerische Christlich-Soziale Union jederzeit eine selbständige Partei war und somit im Deutschen Bundestag immer mindestens vier Parteien (in drei Fraktionen) vertreten waren; er war aber zur Zeit der Diskussionen allgemein im Gebrauch. Ferner wurde das Schlagwort für die Grünen verwendet.

## Bundesweite CSU
SPD und FDP bildeten ab 1969 eine sozialliberale Koalition und gingen deutlich gestärkt aus der Bundestagswahl 1972 hervor. Dadurch kam es in der Opposition von CDU und CSU zu Überlegungen, wie man mittelfristig eine absolute Mehrheit von CDU und CSU erreichen könne. Darunter war die Idee, die bisher auf Bayern beschränkte CSU zu einer bundesweit antretenden vierten Partei zu machen. Diese sollte vor allem das konservative Profil schärfen und Wähler des rechten Randes an sich binden. Die CDU hätte dann die Möglichkeit, das Spektrum der Mitte abzudecken und auch liberale Wähler anzusprechen. Diese Idee war vor allem in der CSU populär, die sich durch ein bundesweites Antreten einen Bedeutungsgewinn erhoffte. Weniger Zustimmung fand die Idee in den eher liberalen Kreisen der CDU, die Verluste durch die Konkurrenz einer vierten Partei befürchteten.
Bereits 1970 bildeten sich sogenannte CSU-Freundeskreise außerhalb Bayerns, in denen sich unter anderem nationalkonservative Gegner der Neuen Ostpolitik engagierten (darunter Jürgen Rieger) und die bei einem entsprechenden Beschluss schnell lokale Verbände hätten aufbauen können. 1975 gründete sich – ohne Teilnahme der CSU – die Aktionsgemeinschaft VIERTE PARTEI, die die Pläne in die Tat umsetzen wollte, aber an der fehlenden Kooperation der CSU und der „Freundeskreise“ scheiterte.
Nachdem die CDU/CSU unter Führung des CDU-Vorsitzenden Helmut Kohl die Bundestagswahl 1976 verloren hatte, kam es zum offenen Machtkampf zwischen ihm und dem CSU-Vorsitzenden Franz Josef Strauß. Mit dem Kreuther Trennungsbeschluss vom November 1976 kündigte die CSU-Landesgruppe im Bundestag die Fraktionsgemeinschaft mit der CDU auf. Diesen Beschluss nahm die Landesgruppe zurück, nachdem die CDU bereits einen Landesverband in Bayern vorbereitet hatte. Daneben gab es auf Landesebene das Bund Freies Deutschland, die Christlich Soziale Wähler Union, die Deutsche Union, die Partei Freier Bürger und die Vierte Partei Deutschlands – Union für Umwelt und Lebensschutz.
In den folgenden Jahren kam es hin und wieder zu neuen Diskussionen um eine vierte Partei; insbesondere Franz Josef Strauß verteidigte diese Idee weiterhin als Weg zur Regierungsübernahme, während Helmut Kohl und der größte Teil der CDU sie ablehnten. Die unterschiedlichen Standpunkte gründeten dabei auch auf einer unterschiedlichen Einschätzung der FDP: Strauß hielt sie für eine linke Partei, die sich an die SPD gebunden habe; Kohl hingegen war der Auffassung, dass eine Regierungsübernahme auch durch einen Koalitionswechsel der FDP möglich wäre – womit er schließlich recht behielt. Einige Kommentatoren waren auch der Ansicht, dass dem vergleichsweise moderaten Kohl eine Regierung mit den Liberalen durchaus lieber war als allein mit einer gestärkten, rechtskonservativen CSU.
Für die Bundestagswahl 1980 konnte sich Strauß als Kanzlerkandidat der Unionsparteien gegen Kohls Wunschkandidaten Ernst Albrecht durchsetzen. Nach Strauß’ deutlichem Scheitern bei der Wahl gegen Kanzler Helmut Schmidt war Kohls Stellung aber wieder gestärkt, so dass eine vierte Partei als Wunschkonzept der CSU an Bedeutung verlor. 1982 kam es tatsächlich zum Koalitionswechsel der FDP, und Helmut Kohl wurde Kanzler. Bei der Bundestagswahl 1983 etablierten sich einerseits die Grünen als neue Partei im Bundestag, andererseits wurde die Mehrheit von CDU/CSU und FDP bestätigt, so dass die Idee einer vierten Partei fallen gelassen wurde.
| Jahr | BY   | BE      | HB      | HE       | NI       | SL       | DEU        |
| ---- | ---- | ------- | ------- | -------- | -------- | -------- | ---------- |
| 1975 |      | 3,4 BFD | 0,4 PFB |          |          | n. a.    |            |
| 1976 | 60,0 |         |         |          |          |          | <0,1 AVP   |
| 1978 | 59,1 |         |         | <0,1 AVP | <0,1 VPD |          |            |
| 1979 |      |         | n. a.   |          |          |          |            |
| 1980 | 57,6 | n. a.   |         |          |          | 0,9 CSWU | <0,1 DU EZ |

## Rechte Kleinparteien

### Die Republikaner
Kurzen Auftrieb erhielt die Idee durch die Neugründung der Partei Die Republikaner 1983, die zunächst eine CSU-Abspaltung war. Mit Franz Handlos beteiligte sich der Antragsteller des Kreuther Trennungsbeschlusses von 1976 und wurde ihr Gründungsvorsitzender. Er und seine Mitstreiter hofften, die Idee einer bundesweiten Partei rechts der Union, aber auf dem Boden des Grundgesetzes, erfüllen zu können. Da die CDU/CSU aber Kooperationen mit den REP ablehnte, konservative Wähler weiterhin an sich binden konnte und dadurch die REP an den äußersten rechten Rand drängte (Strauß: „Rechts von der CSU darf es keine demokratisch legitimierte Partei geben“), schafften es auch die Republikaner nicht, sich im Sinne einer vierten Partei zu etablieren.

### Deutsche Soziale Union

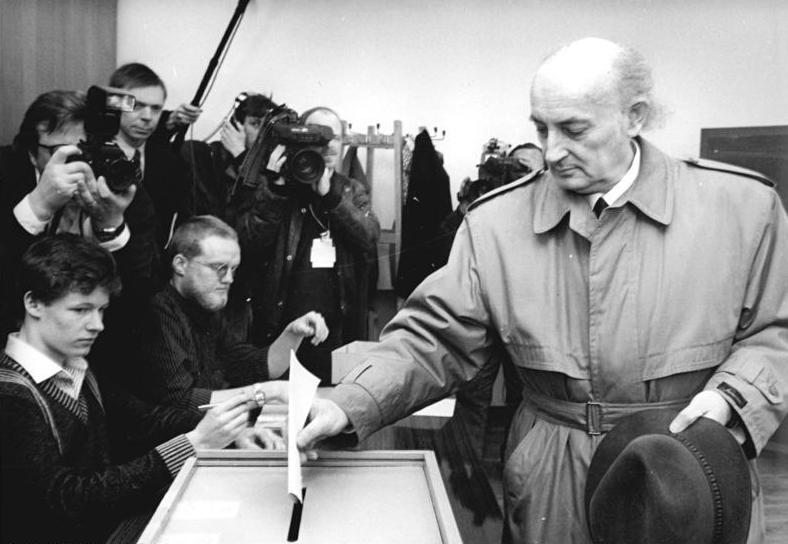
Hans Wilhelm Ebeling, der DSU-Vorsitzende, bei der Stimmabgabe zur Volkskammer 1990

Nach der politischen Wende in der DDR wurde die Mitte-rechts-Partei DSU gegründet. Bei der ersten (und letzten) freien Wahl der Volkskammer in der DDR im Jahr 1990 trat sie als Partner der linkeren ostdeutschen CDU und des Demokratischen Aufbruchs im Wahlbündnis Allianz für Deutschland an und war anschließend in der Regierung de Maizière vertreten. Die CSU unterstützte die ihr programmatisch nahestehende DSU zeitweilig. Allerdings blieben die Wahlerfolge der DDR-weiten Partei hinter den Erwartungen zurück. Bei den Landtagswahlen im Oktober 1990 konnte sie kein Mandat erringen. Der Versuch, auch in Westdeutschland Fuß zu fassen, führte nach Intervention der CDU zum Abbruch der Kontakte zur CSU. So wurde die DSU eine unbedeutende rechtskonservative Kleinpartei.

## Die Grünen
Die in den 1970er Jahren entstehenden „grünen“ Bewegungen wurden ebenfalls als „vierte Partei“ gehandelt, zumal anfangs unklar war, ob sie sich politisch eher rechts oder links einordnen würden. Dies betraf vor allem die 1978 gegründete Grüne Aktion Zukunft des aus der CDU ausgetretenen Bundestagsabgeordneten Herbert Gruhl. Mit der Entstehung einer einzigen grünen Partei nach 1979 wurde jedoch klar, dass diese sich politisch links sah und somit nicht der ursprünglichen Idee einer vierten Partei entsprach, wenngleich sie die vierte (bzw. korrekt: fünfte) Partei im Bundestag wurde. Der Begriff kam in den 1980ern außer Gebrauch.